# 精液過剰症
精液過剰症（Hyperspermia）とは、男性が射精する精液量が非常に多い状態を指す。一般に一回射精量が5.5mLを超える場合をいう。精液過少症（1.5mL未満）の対義語である。
精液量が過剰であることはそれ自身、精子の健康に影響を及ぼすことはないと思われる。しかし、大量の精漿により精子の相対濃度が薄くなり、受胎率が低下する可能性は否定できない。
注意すべきは、男性付属腺感染症（MAGI）により精液量が増加することである。